# Polen-Rundfahrt 2004

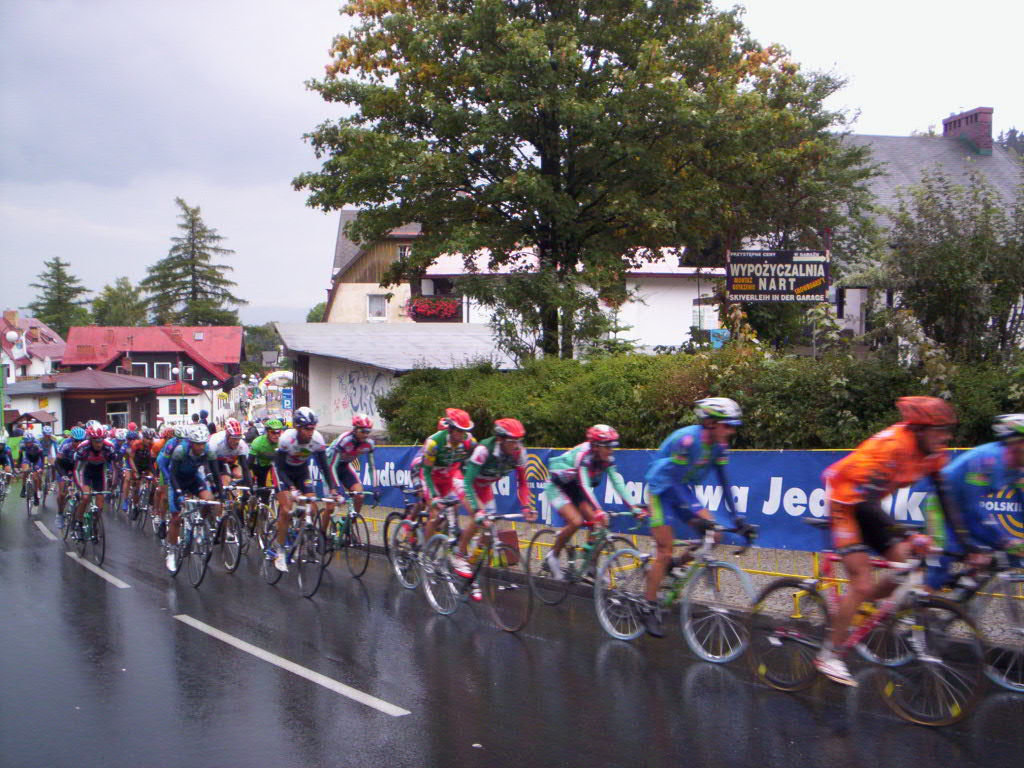
Das Peloton der 61. Polen-Rundfahrt auf den Straßen Karpaczs

Die 61. Polen-Rundfahrt fand vom 6. bis 13. September 2004 statt. Sie wurde in acht Etappen über eine Distanz von 1264,5 km ausgetragen. Die ersten vier Etappen waren Flachetappen, die folgenden vier Bergetappen.
148 Fahrer starteten den Wettbewerb mit 18 Teams (einschließlich 7 polnischer) und einer polnischen Juniorenvertretung. 75 Fahrer kamen ins Ziel. Die Gesamtlänge des Rennens betrug 1264,5 Kilometer.
Der erste Platz, nach dem Gewinn des endgültigen Zeitfahren, belegte der Tscheche Ondřej Sosenka (Acqua & Sapone) der das Kunststück schaffte seinen Sieg von 2001 zu wiederholen, damals in den Farben der polnischen Mannschaft CCC Polsat. Der Preis für den Gewinner waren 27.000 Złoty.
Das Rennen war das erste seit dem Jahr 1998, in dem kein Pole auf dem Podium stand.
Es war die letzte Auflage des Rennens in der Kategorie 2.2. Ab 2005 wurde das Rennen nach Entscheidung der UCI in die Eliteklasse die UCI ProTour aufgenommen.

## Etappen
| Etappe | Tag           | Start–Ziel                  | km       | Kategorie | Etappensieger     | Gesamtwertung    |
| ------ | ------------- | --------------------------- | -------- | --------- | ----------------- | ---------------- |
| 1.     | 6. September  | Gdańsk – Gdynia             | 174,5    |           | Fabio Baldato     | Fabio Baldato    |
| 2.     | 7. September  | Tczew – Olsztyn             | 227,5    |           | Marcin Sapa       | Daniel Majewski  |
| 3.     | 8. September  | Ostróda – Bydgoszcz         | 204      |           | Allan Davis       | Marcin Sapa      |
| 4.     | 9. September  | Inowrocław – Kalisz         | 183      |           | Fabio Baldato     | Marcin Sapa      |
| 5.     | 10. September | Oleśnica – Szklarska Poręba | 229      |           | Rinaldo Nocentini | Marcin Sapa      |
| 6.     | 11. September | Piechowice – Karpacz        | 166,5    |           | Marek Rutkiewicz  | Marek Rutkiewicz |
| 7.     | 12. September | Jelenia Góra – Karpacz      | 61       |           | Hugo Sabido       | Hugo Sabido      |
| 8.     | 12. September | Jelenia Góra – Karpacz      | 19 (EZF) |           | Ondřej Sosenka    | Ondřej Sosenka   |

## Gesamtwertung

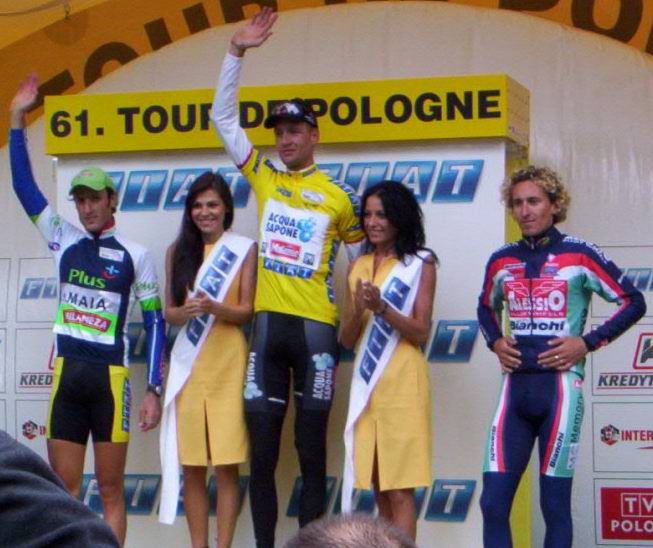
Die drei Erstplatzierten

| Platz | Fahrer            | Land       | Team                             | Zeit       |
| ----- | ----------------- | ---------- | -------------------------------- | ---------- |
| 1.    | Ondřej Sosenka    | Tschechien | Acqua & Sapone-Caffè Mokambo     | 29:21:38 h |
| 2.    | Hugo Sabido       | Portugal   | Milaneza Maia                    | + 0:23 min |
| 3.    | Franco Pellizotti | Italien    | Alessio-Bianchi                  | + 0:40 min |
| 4.    | Marek Rutkiewicz  | Polen      |                                  | + 1:01 min |
| 5.    | Allan Davis       | Australien | Liberty Seguros                  | + 1:44 min |
| 6.    | Florent Brard     | Frankreich | Chocolade Jacques Wincor-Nixdorf | + 2:22 min |
| 7.    | Tomasz Brożyna    | Polen      | Action ATI                       | + 2:44 min |
| 8.    | David Bernabéu    | Spanien    | Milaneza Maia                    | + 3:18 min |
| 9.    | Cezary Zamana     | Polen      | Chocolade Jacques Wincor-Nixdorf | + 4:17 min |
| 10.   | Rui Sousa         | Portugal   | Milaneza Maia                    | + 5:37 min |

### Bergwertung

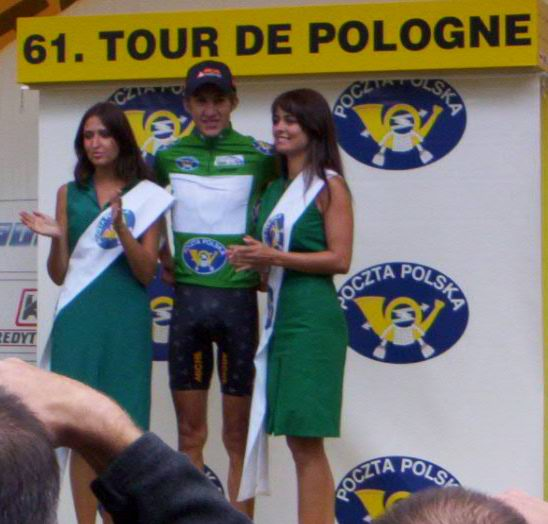
Przemysław Niemiec – Gewinner der Bergwertung

| Platz | Fahrer               | Land       | Team | Punkte |
| ----- | -------------------- | ---------- | ---- | ------ |
| 1.    | Przemysław Niemiec   | Polen      | MIE  | 45     |
| 2.    | Marek Rutkiewicz     | Polen      |      | 24     |
| 3.    | José Antonio López   | Spanien    |      | 18     |
| 4.    | Piotr Chmielewski    | Polen      |      | 15     |
| 5.    | Florent Brard        | Frankreich |      | 14     |
| 6.    | Kazimierz Stafiej    | Polen      |      | 11     |
| 7.    | Jarosław Wełniak     | Polen      |      | 11     |
| 8.    | Aliaksandr Kuchynski | Belarus    |      | 8      |
| 9.    | Rui Sousa            | Portugal   |      | 7      |
| 10.   | Adam Wadecki         | Polen      |      | 6      |

### Aktivster Fahrer

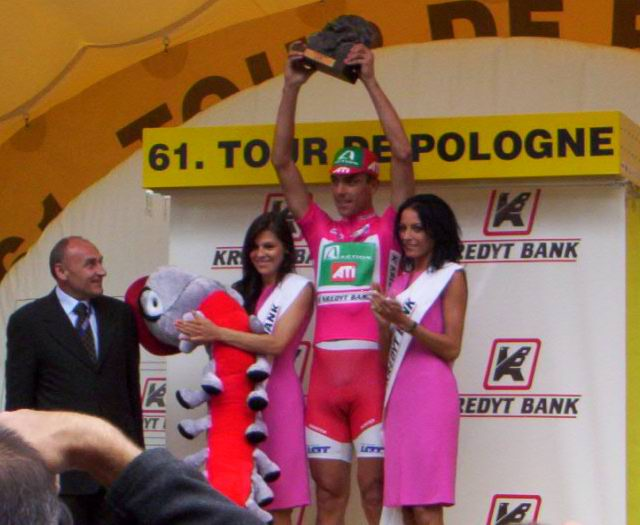
Bohdan Bondarjew – der aktivste Fahrer

| Platz | Fahrer               | Land       | Team | Punkte |
| ----- | -------------------- | ---------- | ---- | ------ |
| 1.    | Bohdan Bondarjew     | Ukraine    | MIL  | 16     |
| 2.    | Marcin Sapa          | Polen      |      | 9      |
| 3.    | Kazimierz Stafiej    | Polen      |      | 9      |
| 4.    | Piotr Chmielewski    | Polen      |      | 6      |
| 5.    | Przemysław Niemiec   | Polen      | MIE  | 5      |
| 6.    | José Antonio López   | Spanien    |      | 4      |
| 7.    | Adam Wadecki         | Polen      |      | 4      |
| 8.    | Ondřej Sosenka       | Tschechien |      | 3      |
| 9.    | José Iván Gutiérrez  | Spanien    |      | 3      |
| 10.   | Aliaksandr Kuchynski | Belarus    |      | 3      |

### Punktwertung

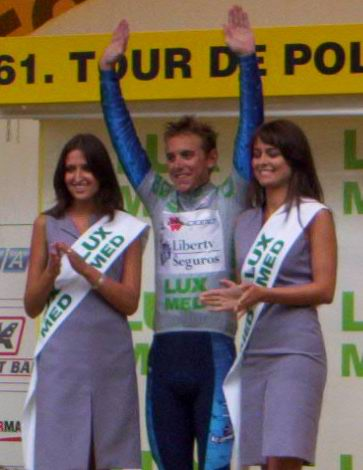
Allan Davis – Gewinner der Punktewertung

(ab 2005 dunkelblaues Trikot)
| Platz | Fahrer             | Land       | Team | Punkte |
| ----- | ------------------ | ---------- | ---- | ------ |
| 1.    | Allan Davis        | Australien |      | 138    |
| 2.    | Hugo Sabido        | Portugal   |      | 121    |
| 3.    | Franco Pellizotti  | Italien    |      | 098    |
| 4.    | Marek Rutkiewicz   | Polen      |      | 073    |
| 5.    | Florent Brard      | Frankreich |      | 059    |
| 6.    | Ondřej Sosenka     | Tschechien | ASA  | 053    |
| 7.    | Marcin Lewandowski | Polen      |      | 047    |
| 8.    | Sergio Marinangeli | Italien    |      | 046    |
| 9.    | Tomasz Brożyna     | Polen      |      | 045    |
| 10.   | Robert Radosz      | Polen      |      | 044    |

### Mannschaftswertung

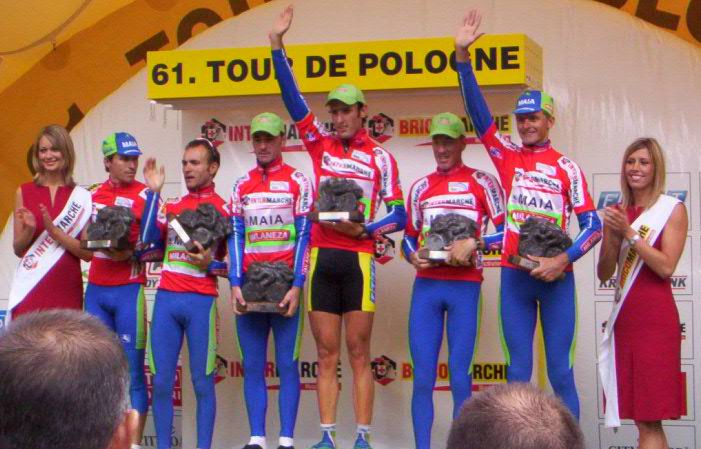
Milaneza Maia – Siegermannschaft

| Platz | Mannschaft                       | Zeit/Rückstand |
| ----- | -------------------------------- | -------------- |
| 1.    | Milaneza Maia                    | 88:13:16 h     |
| 2.    | ATI-Action                       | + 0:05:02 h    |
| 3.    | Chocolade Jacques Wincor-Nixdorf | + 0:07:52 h    |
| 4.    | Hoop CCC Polsat                  | + 0:24:32 h    |
| 5.    | Grupa PSB-Kreisel                | + 0:36:10 h    |
| 6.    | Amore & Vita Beretta             | + 0:50:05 h    |
| 7.    | Liberty Seguros                  | + 0:52:35 h    |
| 8.    | Illes Balears-Banesto            | + 1:19:12 h    |
| 9.    | Reprezentacja Młodzieżowa Polski | + 1:25:22 h    |
| 10.   | R.A.G.T. Semences MG Rover       | + 1:26:15 h    |